# Josip Barišić
Josip Barišić [josip barišič] (* 14. listopadu 1986 Osijek, SFR Jugoslávie) je chorvatský fotbalový útočník, od července 2015 působící v Piastu Gliwice. Mimo Chorvatsko působil na klubové úrovni ve Slovinsku a na Ukrajině. Je bývalým chorvatským mládežnickým reprezentantem.

## Klubová kariéra
Svoji fotbalovou kariéru začal v NK Osijek, kde prošel všemi mládežnickými kategoriemi. Před sezonou 2005/06 se propracoval do prvního týmu, odkud obratem zamířil na hostování do klubu NK Croatia Sesvete. Na podzim 2007 hostoval ve slovinském klubu FC Koper a v jarní části sezony 2007/08 působil na hostování v NK Slavonac CO. V únoru 2012 zamířil na Ukrajinu, kde přestoupil do týmu FK Oleksandrija. V létě 2012 v klubu skončil a po půl roce bez angažmá odešel do RNK Split. Před ročníkem 2013/14 se vrátil do Osijeku. V únoru 2015 se stal posilou polského mužstva Zawisza Bydgoszcz. S týmem bojoval o záchranu v Ekstraklase, která se nezdařila.

### Piast Gliwice
Před sezonou 2015/16 uzavřel smlouvu na dva roky s jiným klubem z Polska, Piastem Gliwice.

#### Sezona 2015/16
V Ekstraklase za Piast debutoval v ligovém utkání 2. kola hraného 24. 7. 2015 proti Ruchu Chorzów (prohra Piastu 0:2), když v 62. minutě vystřídal Pawła Moskwika. Svého prvního gólu dosáhl v ligovém utkání proti týmu Górnik Łęczna (výhra Piastu 3:0), když 67. minutě vstřelil branku na 3:0. Dalších střeleckých zásahů dosáhl v utkání proti Zagłębie Lubin a jeho dvě branky ze 7. a 70. minuty zařídily jeho mužstvu vítězství 2:0. Svého čtvrtého gólu v lize dosáhl 20. 11. 2015 v utkání 16. kola v zápase proti Termalice Bruk-Bet Nieciecza, dal gól na průběžných 3:2 (zápas skončil 5:3 pro Gliwice). Další branky dosáhl v následujícím kole, když v 37. minutě zápasu proti mužstvu Ruch Chorzów vsítil gól na 2:0 (zápas skončil nakonec 3:0). Ve 21. kole v zápase hraném 20. prosince 2015 proti Lechu Poznań vsítil ve 45. minutě druhý gól střetnutí (zápas skončil výhrou Piastu 2:0) a zároveň dal svoji šestou branku v ročníku. Svou sedmou branku v ročníku zaznamenal ve 26. kole proti Wisła Kraków (remíza 1:1), když ve 42. minutě vstřelil první branku utkání (zápas skončil 1:1). Poté se gólově prosadil v následujícím zápase, když jedinou brankou rozhodl o výhře nad klubem Śląsk Wrocław. Prosadil se i v následujícím kole proti Podbeskidzie Bielsko-Biała, když rozvlnil síť v 80. minutě. 24. dubna 2016 v nadstavbové části dal svoji desátou branku v ročníku proti Lechia Gdańsk (výhra Piastu 3:0), když v 90. minutě dal 3. gól zápasu. Jedenáctého gólu docílil ve střetnutí 6. kola nadstavby (celkově 36. kola) proti Ruch Chorzów (výhra Piastu 3:0). Celkem v ročníku 2015/16 nastoupil k 34 střetnutím, ve kterých vsítil 11 branek a společně s Martinem Nešporem se stal nejlepším střelcem mužstva. V sezoně s týmem dosáhl historického umístění, když jeho klub skončil na druhé příčce a kvalifikoval se do druhého předkola Evropské ligy UEFA.

#### Sezona 2016/17
S Piastem se představil ve 2. předkole Evropské ligy UEFA, kde klub narazil na švédský tým IFK Göteborg, kterému podlehl 0:3 a remízoval s ním 0:0.

### Arka Gdynia
V lednu 2017 odešel hostovat do jiného polského klubu Arka Gdynia. S Arkou vyhrál v sezóně 2016/17 polský fotbalový pohár. V červnu 2017 se vrátil do Piastu Gliwice.

## Reprezentační kariéra
V letech 2006–2007 nastupoval za Chorvatsko U20. Za výběr nastoupil ke čtyřem utkáním, ve kterých vstřelil jeden gól.